# Dop genom nedsänkning
Dop genom nedsänkning är en form av dop där en person sänks ned under vatten under dopritualen.
I Nya Testamentet omnämns dopet på ett 80-tal ställen.
I de få bibelställen där det beskrivs hur dopet gick till omnämns att man gick ner i ett vattendrag för att döpas (och därefter upp ur detsamma). 
Kristna som praktiserar dop genom nedsänkning åberopar ofta också Romarbrevet 6:1–14 där dopet beskrivs som en begravning och uppståndelse med Kristus.
De historiska källorna visar att detta dopsätt dominerade bland de första kristna. 
I den nutida kristenheten praktiseras dop genom nedsänkning både av baptistiska trossamfund såväl som av ortodoxa kyrkor. Vissa tillämpar trefaldig nedsänkning där man sänks ner en gång vardera i Faderns, Sonens respektive den Helige Andes namn.